# Pirronismo

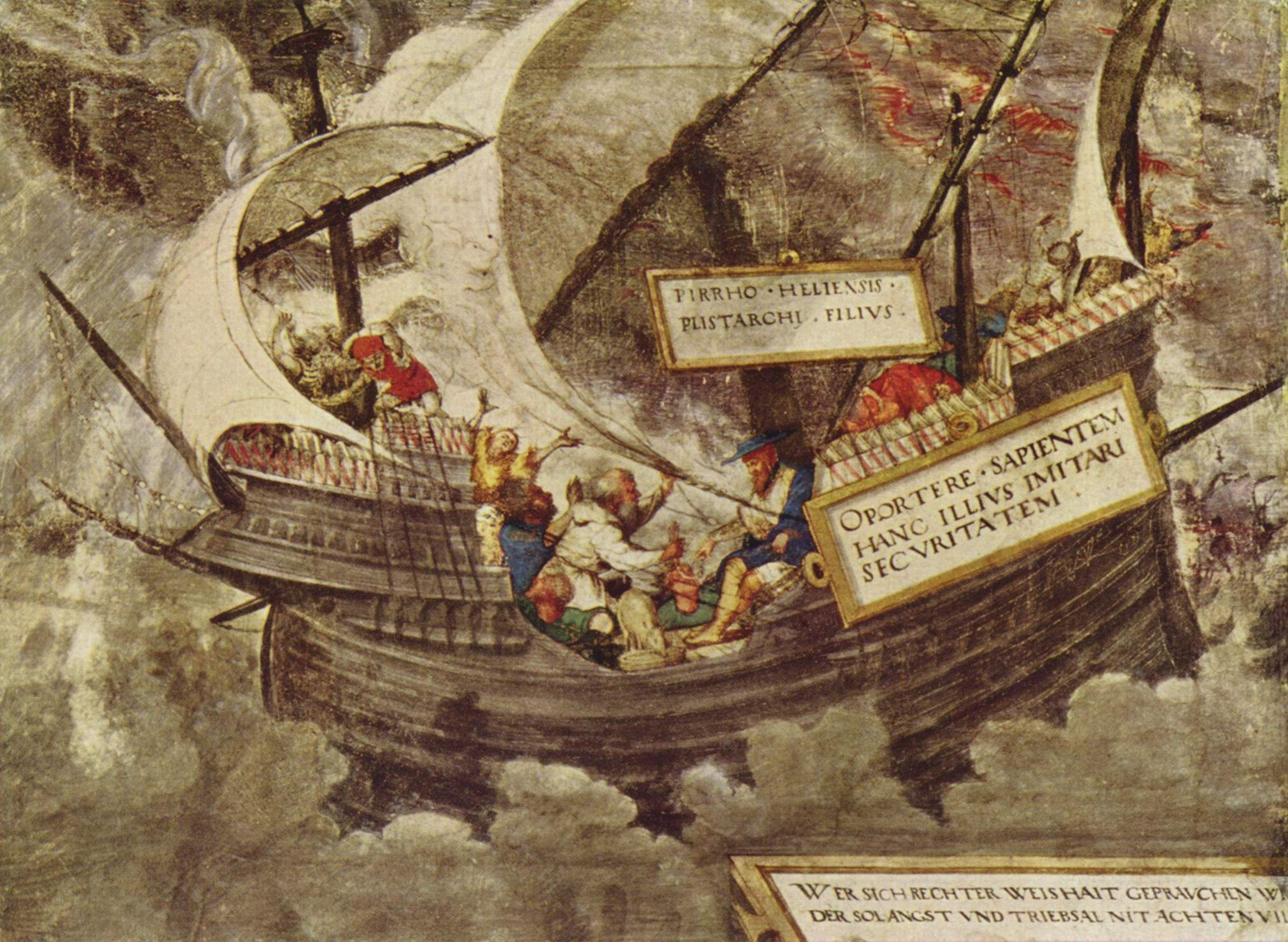
O Filósofo Pirro de Élis, pintura do início do século XVI, atribuída ao alemão Mestre de Petrarca, se refere a uma anedota tirada tirada dos Esboços Pirronianos de Sexto Empírico, em que Pirro aparece apontando para um porco pacífico mastigando sua comida, com o texto "sábio, então, que todos imitem essa segurança" e em seguida: "Quem quiser aplicar a verdadeira sabedoria, não se importará com trepidação e miséria".

Pirronismo (em grego: Πυρρωνισμός, transl. Pirrōnismós), também conhecido como cepticismo pirrónico, foi uma das duas correntes do ceticismo na Antiguidade. Inspirado na figura de Pirro de Élis, e seu seguidor Tímon de Flios, o pirronismo foi posteriormente formulado teoreticamente por Enesidemo de Cnossos no século I d.C.
As narrativas sobre Pirro indicam que sua influência ocorreu mais pelo caráter exemplar de sua vida do que por proposições filosóficas. Preocupado fundamentalmente com a ética, exercia uma atitude de questionamento e distanciamento de doutrinas morais cuja inconsistência concebia ser causa de sofrimento.
Através de Enesidemo, o pirronismo se transformou numa forma mais radical de ceticismo, crítico do ceticisimo da Academia, ainda que influenciado parcialmente por seus pensadores, rejeitou a negação total da possibilidade do conhecimento feita pelos acadêmicos. Diferentemente, Enesidemo propôs a suspensão do julgamento em todas as questões que implicassem evidências conflituosas, o que incluia também a questão sobre a possibilidade do conhecimento.